# Saison 2017-2018 de l'Arsenal FC
Chronologie
Saison précédente Saison suivante
La saison 2017-2018 de l'Arsenal FC est la 26e saison du club en Premier League. Le club est en compétition pour le Championnat d'Angleterre, la Coupe d'Angleterre, la Coupe de la Ligue anglaise, la Ligue Europa et le Community Shield.

## Équipe première

### Effectif
| N°                 | Nat                              | Nom                                | Date de naissance (Âge) | Depuis          | Matchs          | Buts            | En provenance de         |                 |
| Gardiens de but    | Gardiens de but                  | Gardiens de but                    | Gardiens de but         | Gardiens de but | Gardiens de but | Gardiens de but | Gardiens de but          | Gardiens de but |
| ------------------ | -------------------------------- | ---------------------------------- | ----------------------- | --------------- | --------------- | --------------- | ------------------------ | --------------- |
| 13                 | Drapeau de la Colombie           | David Ospina                       | 31 août 1988            | 2014            | 70              | 0               | OGC Nice                 |                 |
| 33                 | Drapeau de la Tchéquie           | Petr Čech                          | 20 mai 1982             | 2015            | 117             | 0               | Chelsea                  |                 |
| 54                 | Drapeau de l'Angleterre          | Matt Macey                         | 9 septembre 1994        | 2014            | 2               | 0               | Centre de formation      |                 |
| Défenseurs         |                                  |                                    |                         |                 |                 |                 |                          |                 |
| 4                  | Drapeau de l'Allemagne           | Per Mertesacker (capitaine)        | 29 septembre 1984       | 2011            | 221             | 10              | Werder Brême             |                 |
| 6                  | Drapeau de la France             | Laurent Koscielny (vice-capitaine) | 10 septembre 1985       | 2010            | 324             | 24              | FC Lorient               |                 |
| 16                 | Drapeau de l'Angleterre          | Rob Holding                        | 20 septembre 1995       | 2016            | 44              | 1               | Bolton Wanderers         |                 |
| 18                 | Drapeau de l'Espagne             | Nacho Monreal                      | 26 février 1986         | 2013            | 212             | 9               | Málaga CF                |                 |
| 20                 | Drapeau de l'Allemagne           | Shkodran Mustafi                   | 17 avril 1992           | 2016            | 75              | 5               | Valence CF               |                 |
| 21                 | Drapeau de l'Angleterre          | Calum Chambers                     | 20 janvier 1995         | 2014            | 83              | 3               | Southampton FC           |                 |
| 24                 | Drapeau de l'Espagne             | Héctor Bellerín                    | 19 mars 1995            | 2013            | 162             | 7               | Centre de formation      |                 |
| 27                 | Drapeau de la Grèce              | Konstantinos Mavropanos            | 11 décembre 1997        | 2018            | 3               | 0               | PAS Giannina             |                 |
| 31                 | Drapeau de la Bosnie-Herzégovine | Sead Kolašinac                     | 20 janvier 1993         | 2017            | 36              | 5               | Schalke 04               |                 |
| Milieux de terrain |                                  |                                    |                         |                 |                 |                 |                          |                 |
| 7                  | Drapeau de l'Arménie             | Henrikh Mkhitaryan                 | 21 janvier 1989         | 2018            | 17              | 3               | Manchester United        |                 |
| 8                  | Drapeau du pays de Galles        | Aaron Ramsey                       | 26 décembre 1990        | 2008            | 329             | 58              | Cardiff City             |                 |
| 10                 | Drapeau de l'Angleterre          | Jack Wilshere                      | 1er janvier 1992        | 2008            | 197             | 14              | Centre de formation      |                 |
| 11                 | Drapeau de l'Allemagne           | Mesut Özil                         | 15 octobre 1988         | 2013            | 196             | 37              | Real Madrid              |                 |
| 19                 | Drapeau de l'Espagne             | Santi Cazorla                      | 13 décembre 1984        | 2012            | 180             | 29              | Málaga CF                |                 |
| 29                 | Drapeau de la Suisse             | Granit Xhaka                       | 27 septembre 1992       | 2016            | 94              | 7               | Borussia Mönchengladbach |                 |
| 30                 | Drapeau de l'Angleterre          | Ainsley Maitland-Niles             | 29 août 1997            | 2014            | 38              | 0               | Centre de formation      |                 |
| 35                 | Drapeau de l'Égypte              | Mohamed Elneny                     | 11 juillet 1992         | 2016            | 72              | 2               | FC Bâle                  |                 |
| 43                 | Drapeau de l'Angleterre          | Josh Dasilva                       | 23 octobre 1998         | 2015            | 3               | 0               | Centre de formation      |                 |
| 61                 | Drapeau de l'Angleterre          | Reiss Nelson                       | 10 décembre 1999        | 2017            | 16              | 0               | Centre de formation      |                 |
| 69                 | Drapeau de l'Angleterre          | Joe Willock                        | 20 août 1999            | 2017            | 11              | 0               | Centre de formation      |                 |
| Attaquants         |                                  |                                    |                         |                 |                 |                 |                          |                 |
| 9                  | Drapeau de la France             | Alexandre Lacazette                | 28 mai 1991             | 2017            | 39              | 17              | Olympique lyonnais       |                 |
| 14                 | Drapeau du Gabon                 | Pierre-Emerick Aubameyang          | 18 juin 1989            | 2018            | 14              | 10              | Borussia Dortmund        |                 |
| 17                 | Drapeau du Nigeria               | Alex Iwobi                         | 3 mai 1996              | 2015            | 98              | 9               | Centre de formation      |                 |
| 23                 | Drapeau de l'Angleterre          | Danny Welbeck                      | 26 novembre 1990        | 2014            | 112             | 27              | Manchester United        |                 |
| 62                 | Drapeau de l'Angleterre          | Eddie Nketiah                      | 30 mai 1999             | 2017            | 10              | 2               | Centre de formation      |                 |

### Staff managérial
| Emploi                      | Staff           |
| --------------------------- | --------------- |
| Entraîneur                  | Arsène Wenger   |
| Entraîneur adjoint          | Steve Bould     |
| Entraîneurs de l'équipe pro | Boro Primorac   |
| Entraîneurs de l'équipe pro | Neil Banfield   |
| Entraîneurs de l'équipe pro | Jens Lehmann    |
| Entraîneur des gardiens     | Gerry Peyton    |
| Entraîneur des gardiens     | Sal Bibbo       |
| Préparateur physique        | Tony Colbert    |
| Préparateur physique        | Craig Gant      |
| Physiothérapeute            | Colin Lewin     |
| Physiothérapeute            | Ben Ashworth    |
| Physiothérapeute            | Andrew Rolls    |
| Physiothérapeute            | James Haycock   |
| Docteur                     | Gary O'Driscoll |

Source : http://www.arsenal.com

### Tenues
Équipementier : Puma
Sponsor : Emirates
| Domicile | Domicile alt | Domicile alt | Domicile alt | Extérieur | Extérieur alt | Autre |

## Transferts

### Mercato d'été

#### Arrivées
| Numéro | Poste | Joueur              | En provenance de   | Montant         | Date           | Source |
| ------ | ----- | ------------------- | ------------------ | --------------- | -------------- | ------ |
| 31     | DEF   | Sead Kolašinac      | Schalke 04         | Transfert libre | 6 juin 2017    | [ 1 ]  |
| 9      | ATT   | Alexandre Lacazette | Olympique lyonnais | 53 M€           | 5 juillet 2017 | [ 2 ]  |

#### Départs
| Numéro | Poste | Joueur                  | Destination          | Montant         | Date            | Source |
| ------ | ----- | ----------------------- | -------------------- | --------------- | --------------- | ------ |
| 22     | ATT   | Yaya Sanogo             | Toulouse FC          | Transfert libre | 9 juin 2016     | ,      |
| 1      | GB    | Wojciech Szczęsny       | Juventus FC          | 12,2 M€         | 19 juillet 2017 | [ 5 ]  |
| 5      | DEF   | Gabriel                 | Valence CF           | 11 M€           | 18 août 2017    | [ 6 ]  |
| 3      | DEF   | Kieran Gibbs            | West Bromwich Albion | 7,5 M€          | 30 août 2017    | [ 7 ]  |
| 15     | MIL   | Alex Oxlade-Chamberlain | Liverpool            | 38 M€           | 31 août 2017    | [ 8 ]  |

##### Prêts
| Numéro | Poste | Joueur            | Destination          | Début        | Fin          | Source |
| ------ | ----- | ----------------- | -------------------- | ------------ | ------------ | ------ |
|        | ATT   | Takuma Asano      | VfB Stuttgart        | 22 juin 2017 | 30 juin 2018 | [ 9 ]  |
| 26     | GB    | Emiliano Martínez | Getafe CF            | 2 août 2017  | 30 juin 2018 | [ 10 ] |
| 25     | DEF   | Carl Jenkinson    | Birmingham City      | 21 août 2017 | 30 juin 2018 | [ 11 ] |
| 40     | DEF   | Cohen Bramall     | Birmingham City      | 21 août 2017 | 30 juin 2018 | [ 11 ] |
| 28     | ATT   | Lucas Pérez       | Deportivo La Corogne | 31 août 2017 | 30 juin 2018 | [ 12 ] |
| 27     | ATT   | Joel Campbell     | Betis Séville        | 31 août 2017 | 30 juin 2018 | [ 13 ] |

### Mercato d'hiver

#### Arrivées
| Numéro | Poste | Joueur                    | En provenance de  | Montant                       | Date            | Source |
| ------ | ----- | ------------------------- | ----------------- | ----------------------------- | --------------- | ------ |
| 27     | DEF   | Konstantinos Mavropanos   | PAS Giannina      | 2,1 M€                        | 4 janvier 2018  | [ 14 ] |
| 7      | MIL   | Henrikh Mkhitaryan        | Manchester United | Échange (avec Alexis Sánchez) | 22 janvier 2018 | [ 15 ] |
| 14     | ATT   | Pierre-Emerick Aubameyang | Borussia Dortmund | 63,75 M€                      | 31 janvier 2018 | [ 16 ] |

#### Départs
| Numéro | Poste | Joueur           | Destination       | Montant                           | Date            | Source |
| ------ | ----- | ---------------- | ----------------- | --------------------------------- | --------------- | ------ |
| 34     | MIL   | Francis Coquelin | Valence CF        | 14 M€                             | 11 janvier 2018 | [ 17 ] |
| 14     | MIL   | Theo Walcott     | Everton           | 22,5 M€                           | 17 janvier 2018 | [ 18 ] |
| 7      | ATT   | Alexis Sánchez   | Manchester United | Échange (avec Henrikh Mkhitaryan) | 22 janvier 2018 | [ 19 ] |
| 12     | ATT   | Olivier Giroud   | Chelsea           | 17 M€                             | 31 janvier 2018 | [ 20 ] |
| 2      | DEF   | Mathieu Debuchy  | AS Saint-Étienne  | Transfert libre                   | 31 janvier 2018 | [ 21 ] |

##### Prêts
| Numéro | Poste | Joueur              | Destination    | Début           | Fin          | Source |
| ------ | ----- | ------------------- | -------------- | --------------- | ------------ | ------ |
| 22     | MIL   | Jeff Reine-Adélaïde | Angers SCO     | 31 janvier 2018 | [ 22 ]       |        |
| 32     | ATT   | Chuba Akpom         | Saint-Trond VV | 31 janvier 2018 | 30 juin 2018 | [ 23 ] |

### Activité globale
| Mercato d'été : 53 M€ Mercato d'hiver : 65,85 M€ Total : 118,85 M€ | Mercato d'été : 68,7 M€ Mercato d'hiver : 53,5 M€ Total : 122,2 M€ | Mercato d'été : 15,7 M€ Mercato d'hiver : 12,35 M€ Total : 3,35 M€ |

## Compétitions

### Premier League

#### Classement
| Rang | Équipe         | Pts | J  | G  | N  | P  | Bp | Bc | Diff | Qualification ou relégation                                             |
| ---- | -------------- | --- | -- | -- | -- | -- | -- | -- | ---- | ----------------------------------------------------------------------- |
| 4    | Liverpool FC   | 75  | 38 | 21 | 12 | 5  | 84 | 38 | +46  | Qualification pour la phase de groupes de la Ligue des champions        |
| 5    | Chelsea FC T C | 70  | 38 | 21 | 7  | 10 | 62 | 38 | +24  | Qualification pour la phase de groupes de la Ligue Europa               |
| 6    | Arsenal FC S   | 63  | 38 | 19 | 6  | 13 | 74 | 51 | +23  | Qualification pour la phase de groupes de la Ligue Europa               |
| 7    | Burnley FC     | 54  | 38 | 14 | 12 | 12 | 36 | 39 | −3   | Qualification pour le deuxième tour de qualification de la Ligue Europa |
| 8    | Everton FC     | 49  | 38 | 13 | 10 | 15 | 44 | 58 | −14  |                                                                         |

### Ligue Europa

#### Phase de groupes

##### Classement
| Rang | Équipe                   | Pts | J | G | N | P | Bp | Bc | Diff |  | Résultats (▼ dom., ► ext.) |     |     |     |     |
| ---- | ------------------------ | --- | - | - | - | - | -- | -- | ---- |  | -------------------------- | --- | --- | --- | --- |
| 1    | Arsenal FC               | 13  | 6 | 4 | 1 | 1 | 14 | 4  | +10  |  | Arsenal FC                 |     | 0-0 | 3-1 | 6-0 |
| 2    | Étoile rouge de Belgrade | 9   | 6 | 2 | 3 | 1 | 3  | 2  | +1   |  | Étoile rouge de Belgrade   | 0-1 |     | 1-0 | 1-1 |
| 3    | FC Cologne               | 6   | 6 | 2 | 0 | 4 | 7  | 8  | -1   |  | FC Cologne                 | 1-0 | 0-1 |     | 5-2 |
| 3    | BATE Borisov             | 5   | 6 | 1 | 2 | 3 | 6  | 16 | -10  |  | BATE Borisov               | 2-4 | 0-0 | 1-0 |     |

Source : uefa.com

## Statistiques

### Meilleurs buteurs
Inclut uniquement les matches officiels. La liste est classée par numéro de maillot lorsque le total des buts est égal.
| R                    | No.                  | Pos                  | Nom                       | Premier League | Coupe d'Angleterre | Coupe de la Ligue | Ligue Europa | Community Shield | Total |
| -------------------- | -------------------- | -------------------- | ------------------------- | -------------- | ------------------ | ----------------- | ------------ | ---------------- | ----- |
| 1                    | 9                    | ATT                  | Alexandre Lacazette       | 14             | 0                  | 0                 | 3            | 0                | 17    |
| 2                    | 8                    | MIL                  | Aaron Ramsey              | 7              | 0                  | 0                 | 4            | 0                | 11    |
| 3                    | 14                   | ATT                  | Pierre-Emerick Aubameyang | 10             | 0                  | 0                 | 0            | 0                | 10    |
| 3                    | 23                   | ATT                  | Danny Welbeck             | 5              | 1                  | 1                 | 3            | 0                | 10    |
| 5                    | -                    | ATT                  | Alexis Sánchez            | 7              | 0                  | 0                 | 1            | 0                | 8     |
| 6                    | -                    | ATT                  | Olivier Giroud            | 4              | 0                  | 0                 | 3            | 0                | 7     |
| 7                    | 18                   | DEF                  | Nacho Monreal             | 5              | 0                  | 0                 | 1            | 0                | 6     |
| 8                    | 11                   | MIL                  | Mesut Özil                | 4              | 0                  | 0                 | 1            | 0                | 5     |
| 8                    | 31                   | DEF                  | Sead Kolašinac            | 2              | 0                  | 0                 | 2            | 1                | 5     |
| 10                   | -                    | ATT                  | Theo Walcott              | 0              | 0                  | 1                 | 3            | 0                | 4     |
| 11                   | 7                    | MIL                  | Henrikh Mkhitaryan        | 2              | 0                  | 0                 | 1            | 0                | 3     |
| 11                   | 17                   | ATT                  | Alex Iwobi                | 3              | 0                  | 0                 | 0            | 0                | 3     |
| 11                   | 20                   | DEF                  | Shkodran Mustafi          | 3              | 0                  | 0                 | 0            | 0                | 3     |
| 11                   | 24                   | DEF                  | Héctor Bellerín           | 2              | 0                  | 0                 | 1            | 0                | 3     |
| 11                   | 29                   | MIL                  | Granit Xhaka              | 1              | 0                  | 1                 | 1            | 0                | 3     |
| 16                   | 4                    | DEF                  | Per Mertesacker           | 1              | 1                  | 0                 | 0            | 0                | 2     |
| 16                   | 6                    | DEF                  | Laurent Koscielny         | 2              | 0                  | 0                 | 0            | 0                | 2     |
| 16                   | 10                   | MIL                  | Jack Wilshere             | 1              | 0                  | 0                 | 1            | 0                | 2     |
| 16                   | 62                   | ATT                  | Eddie Nketiah             | 0              | 0                  | 2                 | 0            | 0                | 2     |
| 20                   | -                    | DEF                  | Mathieu Debuchy           | 0              | 0                  | 0                 | 1            | 0                | 1     |
| 20                   | 16                   | DEF                  | Rob Holding               | 0              | 0                  | 0                 | 1            | 0                | 1     |
| 20                   | 35                   | MIL                  | Mohamed Elneny            | 0              | 0                  | 0                 | 1            | 0                | 1     |
| Buts contre son camp | Buts contre son camp | Buts contre son camp | Buts contre son camp      | 1              | 0                  | 1                 | 2            | 0                | 4     |
| TOTAUX               | TOTAUX               | TOTAUX               | TOTAUX                    | 74             | 2                  | 6                 | 30           | 1                | 113   |

Mise à jour : 13 mai 2018

Source : Rapports de matches officiels

### Discipline
Inclut uniquement les matches officiels. La liste est classée par numéro de maillot lorsque le total des cartons est égal.
| R      | No.    | Pos    | Nom                     | Premier League | Premier League | Coupe d'Angleterre | Coupe d'Angleterre | Coupe de la Ligue | Coupe de la Ligue | Ligue Europa | Ligue Europa | Community Shield | Community Shield | Total  | Total        |
| R      | No.    | Pos    | Nom                     | Averti         | Carton rouge   | Averti             | Carton rouge       | Averti            | Carton rouge      | Averti       | Carton rouge | Averti           | Carton rouge     | Averti | Carton rouge |
| 1      | 27     | DEF    | Konstantinos Mavropanos | 0              | 1              | 0                  | 0                  | 0                 | 0                 | 0            | 0            | 0                | 0                | 0      | 1            |
| 2      | 29     | MIL    | Granit Xhaka            | 10             | 0              | 0                  | 0                  | 1                 | 0                 | 1            | 0            | 0                | 0                | 12     | 0            |
| 3      | 10     | MIL    | Jack Wilshere           | 6              | 0              | 0                  | 0                  | 3                 | 0                 | 1            | 0            | 0                | 0                | 10     | 0            |
| 4      | 24     | DEF    | Héctor Bellerín         | 5              | 0              | 0                  | 0                  | 1                 | 0                 | 1            | 0            | 1                | 0                | 8      | 0            |
| 5      | 20     | DEF    | Shkodran Mustafi        | 6              | 0              | 0                  | 0                  | 0                 | 0                 | 1            | 0            | 0                | 0                | 7      | 0            |
| 6      | 18     | DEF    | Nacho Monreal           | 3              | 0              | 0                  | 0                  | 1                 | 0                 | 2            | 0            | 0                | 0                | 6      | 0            |
| 7      | 35     | MIL    | Mohamed Elneny          | 3              | 0              | 0                  | 0                  | 2                 | 0                 | 0            | 0            | 0                | 0                | 5      | 0            |
| 8      | 6      | DEF    | Laurent Koscielny       | 4              | 0              | 0                  | 0                  | 0                 | 0                 | 0            | 0            | 0                | 0                | 4      | 0            |
| 8      | -      | ATT    | Alexis Sánchez          | 4              | 0              | 0                  | 0                  | 0                 | 0                 | 0            | 0            | 0                | 0                | 4      | 0            |
| 8      | 11     | MIL    | Mesut Özil              | 4              | 0              | 0                  | 0                  | 0                 | 0                 | 0            | 0            | 0                | 0                | 4      | 0            |
| 8      | 16     | DEF    | Rob Holding             | 3              | 0              | 0                  | 0                  | 0                 | 0                 | 1            | 0            | 0                | 0                | 4      | 0            |
| 8      | 31     | DEF    | Sead Kolasinac          | 3              | 0              | 0                  | 0                  | 0                 | 0                 | 1            | 0            | 0                | 0                | 4      | 0            |
| 13     | -      | DEF    | Mathieu Debuchy         | 0              | 0              | 1                  | 0                  | 0                 | 0                 | 1            | 0            | 0                | 0                | 2      | 0            |
| 13     | 8      | MIL    | Aaron Ramsey            | 0              | 0              | 0                  | 0                  | 1                 | 0                 | 1            | 0            | 0                | 0                | 2      | 0            |
| 13     | 21     | DEF    | Calum Chambers          | 1              | 0              | 0                  | 0                  | 1                 | 0                 | 0            | 0            | 0                | 0                | 2      | 0            |
| 13     | 23     | ATT    | Danny Welbeck           | 1              | 0              | 1                  | 0                  | 0                 | 0                 | 0            | 0            | 0                | 0                | 2      | 0            |
| 13     | 30     | MIL    | Ainsley Maitland-Niles  | 1              | 0              | 0                  | 0                  | 0                 | 0                 | 1            | 0            | 0                | 0                | 2      | 0            |
| 13     | 34     | MIL    | Francis Coquelin        | 0              | 0              | 0                  | 0                  | 1                 | 0                 | 1            | 0            | 0                | 0                | 2      | 0            |
| 19     | 4      | DEF    | Per Mertesacker         | 0              | 0              | 1                  | 0                  | 0                 | 0                 | 0            | 0            | 0                | 0                | 1      | 0            |
| 19     | 7      | MIL    | Henrikh Mkhitaryan      | 0              | 0              | 0                  | 0                  | 0                 | 0                 | 1            | 0            | 0                | 0                | 1      | 0            |
| 19     | 9      | ATT    | Alexandre Lacazette     | 1              | 0              | 0                  | 0                  | 0                 | 0                 | 0            | 0            | 0                | 0                | 1      | 0            |
| 19     | 13     | GB     | David Ospina            | 0              | 0              | 1                  | 0                  | 0                 | 0                 | 0            | 0            | 0                | 0                | 1      | 0            |
| 19     | 17     | ATT    | Alex Iwobi              | 1              | 0              | 0                  | 0                  | 0                 | 0                 | 0            | 0            | 0                | 0                | 1      | 0            |
| 19     | 32     | ATT    | Chuba Akpom             | 0              | 0              | 0                  | 0                  | 1                 | 0                 | 0            | 0            | 0                | 0                | 1      | 0            |
| 19     | 33     | GB     | Petr Čech               | 1              | 0              | 0                  | 0                  | 0                 | 0                 | 0            | 0            | 0                | 0                | 1      | 0            |
| 19     | 61     | MIL    | Reiss Nelson            | 0              | 0              | 0                  | 0                  | 0                 | 0                 | 1            | 0            | 0                | 0                | 1      | 0            |
| TOTAUX | TOTAUX | TOTAUX | TOTAUX                  | 57             | 1              | 4                  | 0                  | 12                | 0                 | 14           | 0            | 1                | 0                | 88     | 1            |

Mise à jour : 13 mai 2018

Source : Rapports de matches officiels

### Total
| Matches joués                 | 60 (38 Premier League, 1 Coupe d'Angleterre, 6 Coupe de la Ligue, 14 Ligue Europa, 1 Community Shield)      |
| Matches gagnés                | 31 (19 Premier League, 4 Coupe de la Ligue, 8 Ligue Europa)                                                 |
| Matches nuls                  | 11 (6 Premier League, 1 Coupe de la Ligue, 3 Ligue Europa, 1 Community Shield)                              |
| Matches perdus                | 18 (13 Premier League, 1 Coupe d'Angleterre, 1 Coupe de la Ligue, 3 Ligue Europa)                           |
| Buts marqués                  | 113 (74 Premier League, 2 Coupe d'Angleterre, 6 Coupe de la Ligue, 30 Ligue Europa, 1 Community Shield)     |
| Buts concédés                 | 73 (51 Premier League, 4 Coupe d'Angleterre, 5 Coupe de la Ligue, 12 Ligue Europa, 1 Community Shield)      |
| Différence de buts            | +40 (+23 Premier League, -2 Coupe d'Angleterre, +1 Coupe de la Ligue, +18 Ligue Europa, 0 Community Shield) |
| Matches sans encaisser de but | 21 (13 Premier League, 3 Coupe de la Ligue, 5 Ligue Europa)                                                 |
| Cartons jaunes                | 88 (57 Premier League, 4 Coupe d'Angleterre, 12 Coupe de la Ligue, 14 Ligue Europa, 1 Community Shield)     |
| Cartons rouges                | 1 (1 Premier League)                                                                                        |
| Pire discipline               | Konstantinos Mavropanos (0 - 1 )                                                                            |
| Meilleur résultat             | Victoire 6 - 0 (Domicile) contre BATE Borisov - Ligue Europa - 7 décembre 2017                              |
| Pire résultat                 | Défaite 4 - 0 (Extérieur) contre le Liverpool - Premier League - 27 août 2017                               |
| Meilleur buteur               | Alexandre Lacazette (17 buts)                                                                               |

Mise à jour : 13 mai 2018

Source : Rapports de matches officiels